# Gerhard Struber
Gerhard Struber (Kuchl, 1977. január 24. –) osztrák korosztályos válogatott labdarúgó, edző. 2024 óta a német Köln vezetőedzője.

## Pályafutása

### Labdarúgóként
Struber az ausztriai Kuchl községben született. Az ifjúsági pályafutását a helyi SV Kuchl csapatában kezdte, majd a SC Austria Salzburg akadémiájánál folytatta.
1995-ben mutatkozott be a SC Austria Salzburg felnőtt keretében. 1995 és 2000 között a Puch, az Admira Wacker és az SV Wörgl csapatát erősítette kölcsönben. 2001-től 2008-ig több alacsonyabb osztályban szereplő klubnál is szerepelt. 2008-ban visszatért a Red Bull Salzburghoz.

### Edzőként
2017 és 2018 között a Red Bull Salzburg második csapatának számító Liefering edzője volt. 2019-ben a Wolfsberger AC, majd az angol Barnsley szerződtette. 2020. október 6-án az észak-amerikai első osztályban szereplő New York Red Bulls vezetőedzője lett. 2023 májusában távozott a klubtól. Július 31-én kétéves szerződést kötött a Red Bull Salzburg csapatával. 2024. április 12-én a LASK Linz ellen 3–1-re kikaptak, majd három nappal később annak ellenére menesztették, hogy vezették a bajnokságot. Utódja Onur Cinel lett, ideiglenesen.

## Edzői statisztika
2024. szeptember 1. szerint.

| Csapat             | Nemzet                    | –tól               | –ig                | Mérkőzések | Mérkőzések | Mérkőzések | Mérkőzések | Mérkőzések |
| Csapat             | Nemzet                    | –tól               | –ig                | M          | Gy         | V          | D          | Gy %       |
| ------------------ | ------------------------- | ------------------ | ------------------ | ---------- | ---------- | ---------- | ---------- | ---------- |
| Wolfsberger AC     | Ausztria                  | 2019. július 1.    | 2019. november 19. | 21         | 11         | 4          | 6          | 52,4       |
| Barnsley           | Anglia                    | 2019. november 19. | 2020. október 6.   | 39         | 14         | 8          | 17         | 35,9       |
| New York Red Bulls | Amerikai Egyesült Államok | 2020. október 6.   | 2023. május 8.     | 87         | 33         | 23         | 31         | 37,9       |
| RB Salzburg        | AUT                       | 2023. július 31.   | 2024. április 15.  | 34         | 20         | 6          | 8          | 58,8       |
| Köln               | GER                       | 2024. június 12.   | jelenleg is        | 5          | 3          | 1          | 1          | 60,0       |
| Összesen           | Összesen                  | Összesen           | Összesen           | 201        | 87         | 43         | 71         | 43,3       |

## Sikerei, díjai

### Játékosként
SV Austria Salzburg (ma Red Bull Salzburg)
- Osztrák Bundesliga
  - Bajnok (1): 1996–97

- Osztrák Szuperkupa
  - Győztes (1) 1997